# گرندویو هایتس (اوهایو)
گرندویو هایتس(به انگلیسی: Grandview Heights) شهری در ایالت اوهایو کشور ایالات متحده آمریکا است که جمعیت آن در سرشماری سال ۲۰۱۰ میلادی، ۶٬۵۳۶ نفر بوده‌است.

## نگارخانه

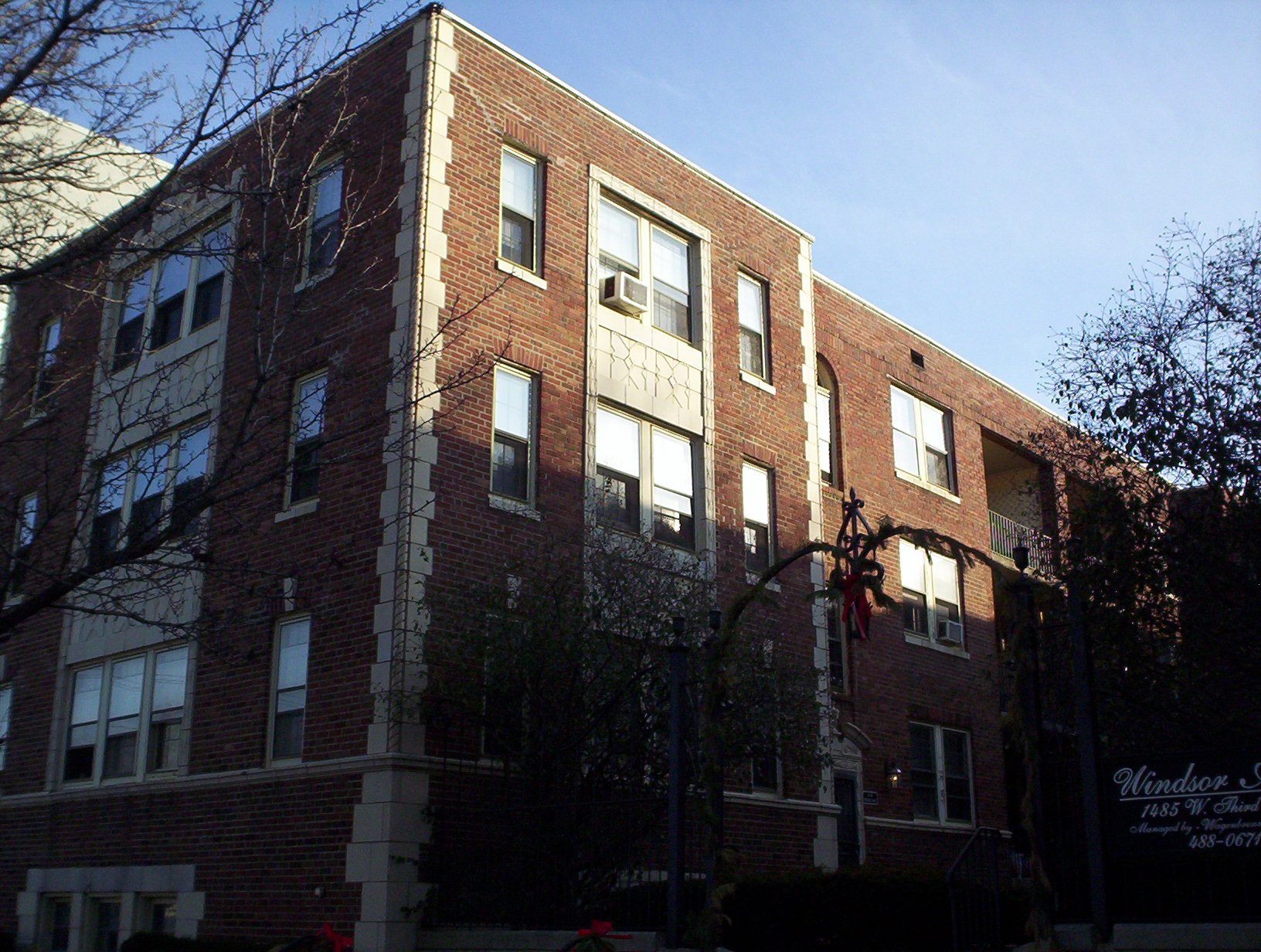
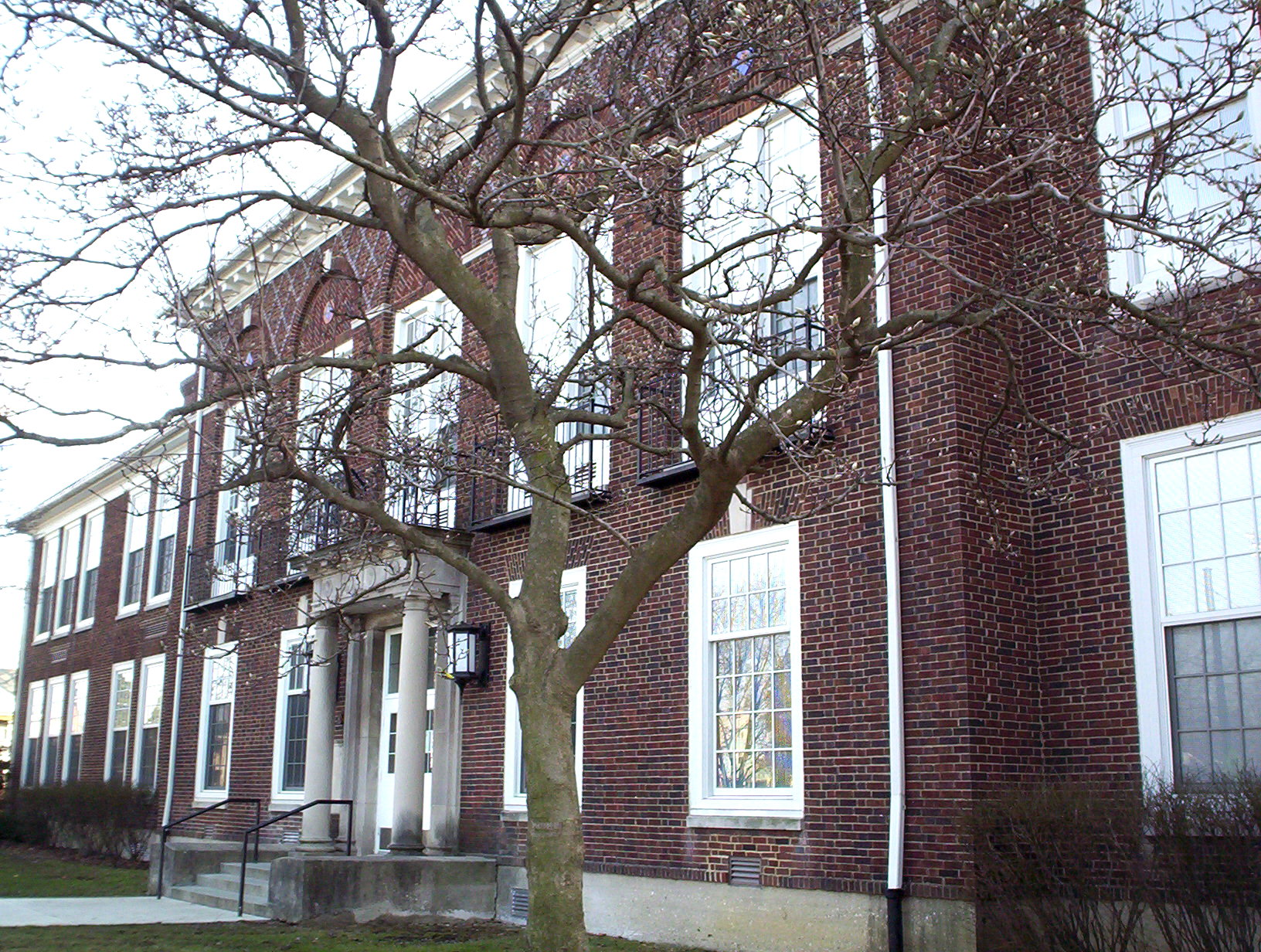
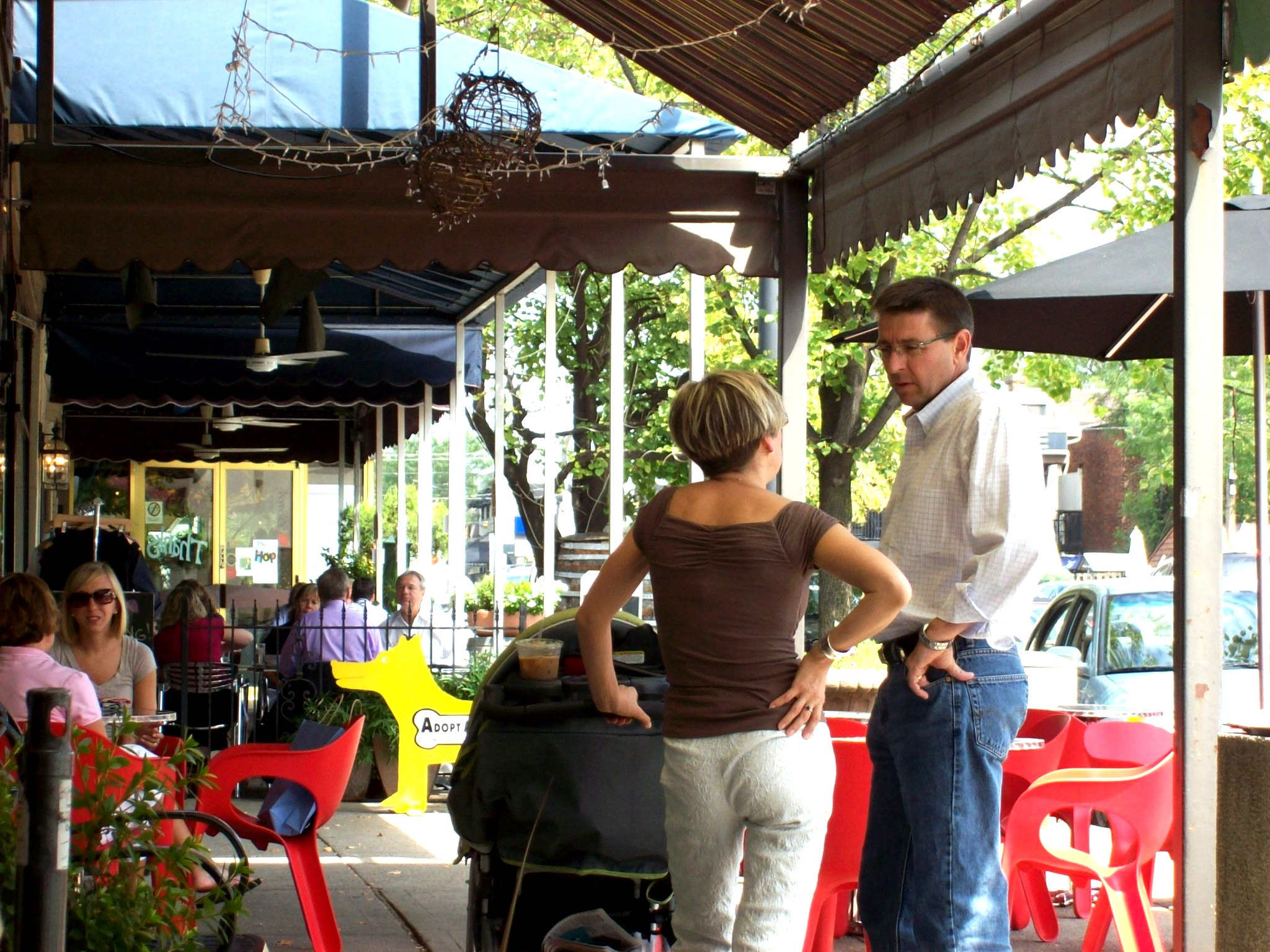